# Järvisaari (ö i Norra Österbotten)
Järvisaari är en ö i Finland. Den ligger i sjön Piipsjärvi och i kommunen Oulais i den ekonomiska regionen  Ylivieska ekonomiska region  och landskapet Norra Österbotten, i den centrala delen av landet, 500 km norr om huvudstaden Helsingfors. Öns area är 2,1 hektar och dess största längd är 300 meter i sydväst-nordöstlig riktning.